# غاريت ستافورد
غاريت ستافورد (بالإنجليزية: Garrett Stafford)‏ هو لاعب هوكي الجليد أمريكي، ولد في 28 يناير 1980 في لوس أنجلوس في الولايات المتحدة.

## وصلات خارجية
- غاريت ستافورد على موقع دوري الهوكي الوطني (الإنجليزية)
- غاريت ستافورد على موقع قاعة مشاهير الهوكي (لاعب أن.إتش.أل) (الإنجليزية)
- غاريت ستافورد على موقع EliteProspects.com (الإنجليزية)
- غاريت ستافورد على موقع Eurohockey.com (الإنجليزية)
- غاريت ستافورد على موقع HockeyDB.com (الإنجليزية)
- غاريت ستافورد على موقع Hockey-Reference.com (الإنجليزية)